# Kecamatan Suro Baru
Kecamatan Suro Baru är ett distrikt i Indonesien. Det ligger i provinsen Aceh.
Årsmedeltemperaturen i trakten är 21 °C. Den varmaste månaden är juni, då medeltemperaturen är 24 °C, och den kallaste är augusti, med 12 °C. Genomsnittlig årsnederbörd är 2 800 millimeter. Den regnigaste månaden är november, med i genomsnitt 405 mm nederbörd, och den torraste är juni, med 103 mm nederbörd.